# Ayrton Drugs
Ayrton Drugs Manufacturing Company (GSE: AYRTN) — производитель лекарств и лекарственных препаратов.
Компания создана 24 сентября 1965 г. Основатель — Mr. Samuel Benson Adjepong, глава фармацевтического управления Министерства здравоохранения Ганы. Количество работников на момент основания — 15 человек, в настоящее время — около 300.
С 22 ноября 2005 г. акции компании стали торговаться на Ghana Stock Exchange (GSE).
Главный офис компании располагается в Аккре, Гана.